# Dinastija Oppenheim
Dinastija Oppenheim je njemačko-židovska financijska dinastija, koja ima važnu ulogu u bankarstvu i financijama na europskim tržištima od 18. stoljeća, a možda i ranije. 
Prema magazinu Forbes, dinastija Oppenheim ima kontrolu nad multimilijarderskim bogatstvom, koje dijeli 46 članova obitelji.

## Povijest
Salomon Oppenheim Jr. osnovao je investicijsku banku "Sal. Oppenheim" u 18. stoljeću. Do njezine prodaje 2006., "Sal. Oppenheim" bila je najveća privatna investicijsko/bankarska kuća u Europi, s imovinom od 138,000.000.000 eura. Kupila ju je Deutsche Bank.

## Članovi
- Salomon Oppenheim, Jr. (1772. – 1828.), utemeljitelj dinastije
- Abraham Oppenheim (1804. – 1878.), Salomonov sin, bankar
- Dagobert Oppenheim, Salomonov sin, industrialist
- Simon Oppenheim, (1803. – 1880.), Salomonov sin, bankar
- Eduard Oppenheim, Simonov sin, bankar
- Albert von Oppenheim (1834. – 1912.), Simonov sin, bankar
- Max Freiherr von Oppenheim, (1860. – 1946.), Albertov sin, arheolog
- Alfred Freiherr von Oppenheim (1934. – 2005.), bankar
- Barun Georg von Ullmann (*1954.), predstojnik nadzornog odbora banke Sal. Oppenheim
- Christopher Freiherr von Oppenheim, (* 1965.), bankar
- Frederick Oppenheim (* 1970), profesor na Lycée Français Charles de Gaulle, u Londonu.